# Gunungsugih
Gunungsugih is een bestuurslaag in het regentschap Cilegon van de provincie Banten, Indonesië. Gunungsugih telt 6800 inwoners (volkstelling 2010).